# 成瀬國晴
成瀬 國晴（なるせ くにはる、1936年〈昭和11年〉1月1日 - ）は、日本のイラストレーター、タレント。
大阪府大阪市浪速区出身。宝塚市在住。日本漫画家協会会員。甲子園歴史館顧問。新字体は「成瀬国晴」。血液型はO型。

## 来歴・人物
浪速区日本橋3丁目旅人宿「むかでや」の4人兄弟の三男として生まれる。祖父は当時方面委員を務めていた成瀬駒吉（1864-1936）。1919年に創業して2025年現在も日本橋で書店として営業中の波屋書房の三代目店主・芝本尚明は国民学校の同級生である。
1944年8月からは滋賀県東押立村（現在の東近江市）の寺の東方寺（とうぼうじ）に疎開。
漫画・イラストに興味を持ったのは中学時代に出会った手塚治虫『新宝島』。高校時代は新聞に四コマ漫画を投稿、賞金をもらった。
1956年 長沢節門下の明石正義に師事し、モードイラスト、クロッキー技術を学ぶ。クロッキーは1958年から2018年まで60年間、1日50枚描き続けた。
1979年、当時の有名人を写楽の絵に見立てて表現した個展「見立て写楽 東西名物男」を東京・大阪で開催。評判となり、以降似顔絵の仕事を多数手がけるようになる。
関西を活動の拠点とし、テレビ番組のロゴや番組セットのデザイン、落語会のポスター画などを手掛ける。法廷スケッチにも携わった。本人いわく画業の柱は「大相撲、タイガース、上方落語、天神祭」。上月財団の「漫画家・アニメーター育成事業」（現：クリエーター育成事業）審査委員も務めた。
関西を拠点としていた作家の藤本義一とは長年にわたり親交が深く、司会をしていた藤本に誘われて「11PM」でレポーターなどを務めた。藤本の葬儀では葬儀委員長を務めた。

## 出演番組
- ニュースウェーブABC
- ワイドショーWHO
- あいあいスタジオ成瀬國晴です

## 著書
- 天神祭画集
- なにわ難波のかやくめし―上方芸能の宝庫「日本橋三丁目」ものがたり
- ドキュメンタリースケッチ大相撲―成瀬国晴画集
- ドキュメンタリースケッチ 夢は正夢 阪神タイガースの20年―成瀬国晴画集
- 大阪キタの味
- イラスト教室
- 『甲子園ドキュメントスケッチ : 絵日記 ばんざいばんざいタイガース』たる出版、1985年11月5日。
- 『オダサクアゲイン あとを追うもの』たる出版、2022年10月20日。
- キダタロー（著）『キダタローのズバリ内証ばなし』成瀬国晴 画、ナンバー出版、1986年11月15日。
- キダタロー（著）『キダタローのズバリ内証ばなし 続』成瀬国晴 画、ナンバー出版、1987年4月10日。

＊時空の旅
他

## 受賞
- 大阪府知事表彰 文化功労者部門（1986年）[8]
- 上方お笑い大賞 審査員特別賞（1995年）[8]
- 関西ディレクター大賞 特別賞（2007年）[8]
- 第37回日本漫画家協会賞 文部科学大臣賞（全業績に対して、2008年）[8]